# 방공망 제압

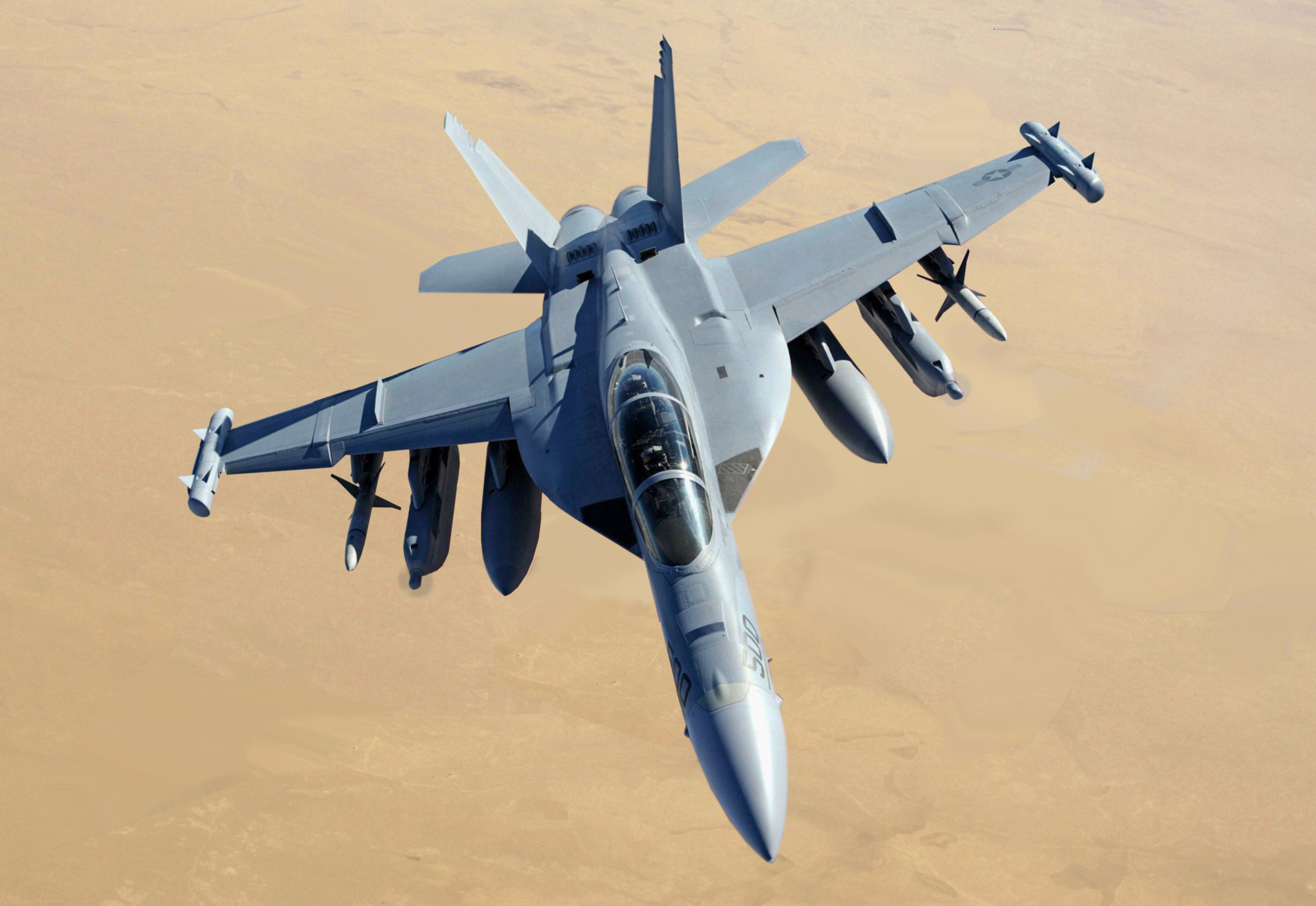
AGM-88 함 대레이더 미사일을 장착한 미국 해군 소속 EA-18G 그라울러

방공망 제압(영어: suppression of enemy air defenses, SEAD)은 지대공 미사일과 대공포뿐만 아니라 조기경보레이더, 지휘통제 및 통신(C3) 기능 등 적의 지대공 방공망 체계를 무력화 시키기 위한 군사적 전략의 명칭이다.
작전에 투입된 전투기는 파괴 공작만 하는 것이 아니라, 아직 온전히 작동하는 목표를 표식해두어 다른 전투기가 그것을 무력화 시키게 한다. 방공망을 제압하는 방법은 직접적인 피해(타격)를 주는 것과 목표들의 전자 시스템을 교란시키는 것이 있다. SEAD 작전은 현대전 발발 시 첫주 동안의 모든 임무 중 30% 정도를 차지할 수 있으며 전쟁이 지속됨에 따라 차차 그 빈도가 줄어든다.

## 같이 보기
- 보잉 EA-18G 그라울러